# Fernando Raposo
Fernando Raposo, (né le 7 juillet 1989 à Stuttgart) est un joueur de basket-ball mesurant 2,08m. Il évolue au poste de pivot.

## Biographie
Fernando Raposo est né à Stuttgart d'un père portugais et d'une mère camerounaise. Il a une sœur, Jennifer. Il fait sa scolarité en Allemagne jusqu'à ses 14 ans, avant d'arriver à Pau en classe de 3ème.
Parfois comparé à Boris Diaw, tant au niveau de la morphologie que du jeu, Fernando Raposo est considéré par son club formateur comme un espoir de l'équipe de Pau-Orthez. Il s'est présenté à la draft 2009 de la NBA, et a participé à un camp d'entrainement de New York. Mais ne fut retenu. Il s'inscrit dans un premier temps pour la draft 2010 mais retire finalement sa candidature à quelques jours de celle-ci.
En juin 2012, il rejoint, pour trois ans, le club de Orléans Loiret Basket qui évolue en Pro A.
Raposo rejoint Nanterre 92 à l'été 2015.
En juin 2016, Raposo et Nanterre rompent le contrat qui les lient. Raposo signe peu après un contrat de deux ans avec le BCM Gravelines-Dunkerque.
Le 18 juin 2018, il signe à l'Olympique d'Antibes.
En décembre 2020, Raposo retourne à Orléans en tant que pigiste médical. Son contrat dure 30 jours.

## Sélection nationale
Le 6 mai 2014, il fait partie de la liste des seize joueurs pré-sélectionnés pour l'équipe de France A' pour effectuer une tournée en Chine et en Italie durant le mois de juin. Cependant, il décline son invitation car il souhaite jouer pour l'Allemagne.

## Palmarès
- Champion de France Pro B en 2010[11].

## Curiosités
- Il a refusé une demande de la Fédération portugaise de jouer avec la sélection.[réf. nécessaire][Quand ?]
- Il a obtenu la nationalité française en 2009.[réf. nécessaire]
- Il est né en Allemagne, de père portugais et de mère germano-camerounaise.